# Xã May, Quận Platte, Missouri
Xã May (tiếng Anh: May Township) là một xã thuộc quận Platte, tiểu bang Missouri, Hoa Kỳ. Năm 2010, dân số của xã này là 23.500 người.